# Takahiro Ko
Takahiro Ko (高 宇洋 Ko Takahiro?), född 20 april 1998 i Kanagawa prefektur, är en japansk fotbollsspelare.
Ko började sin karriär 2017 i Gamba Osaka. Han spelade 18 ligamatcher för klubben. 2019 flyttade han till Renofa Yamaguchi FC.